# Bishopiana
Bishopiana é um gênero de aranhas da família Linyphiidae descrito em 1988.